# La Paz (sigarenmerk)

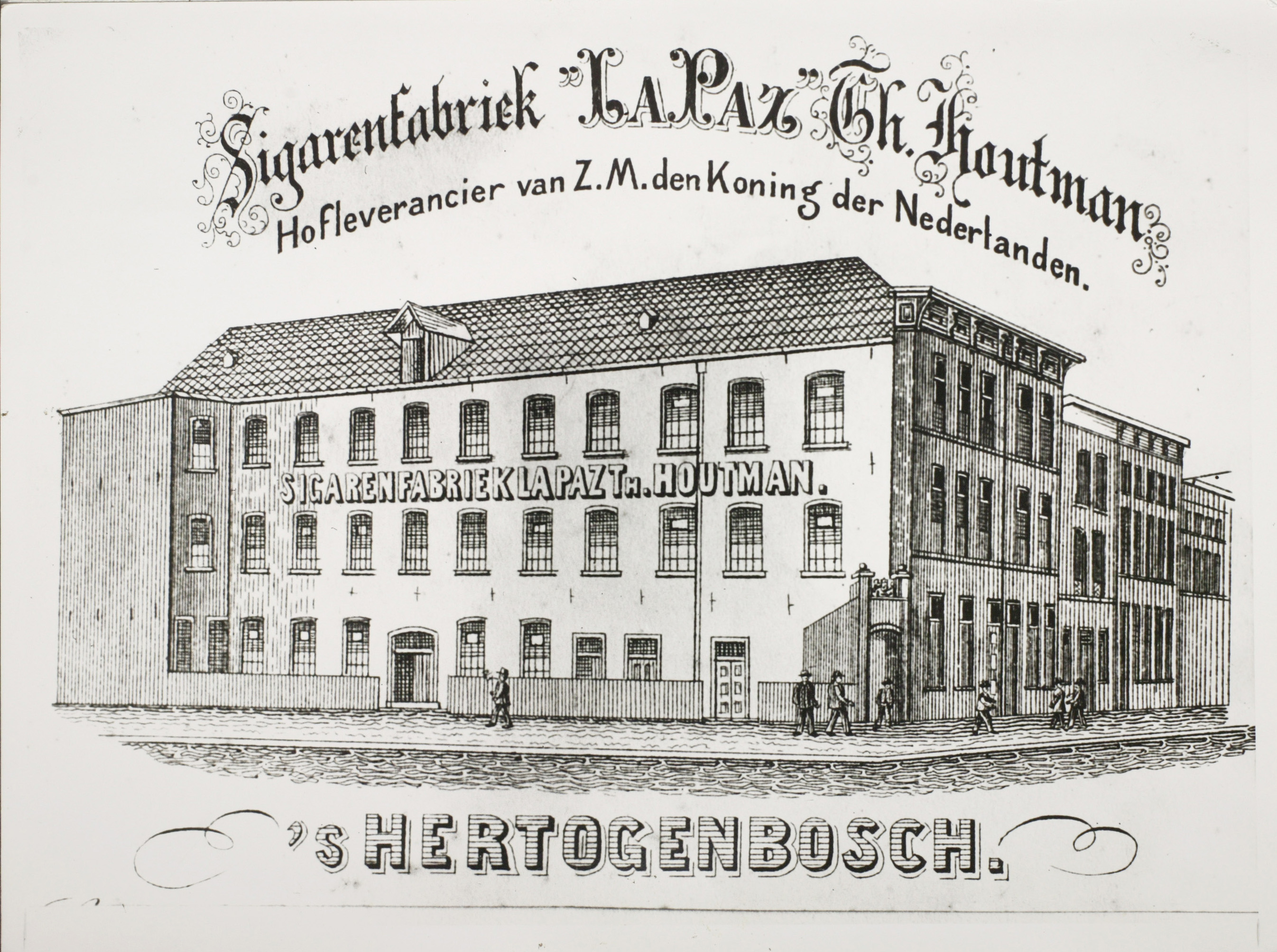
Sigarenfabriek "La Paz" Th. Houtman

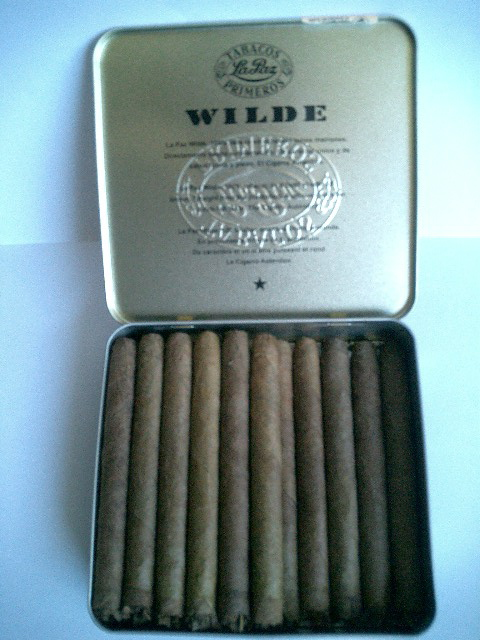
Wilde van La Paz

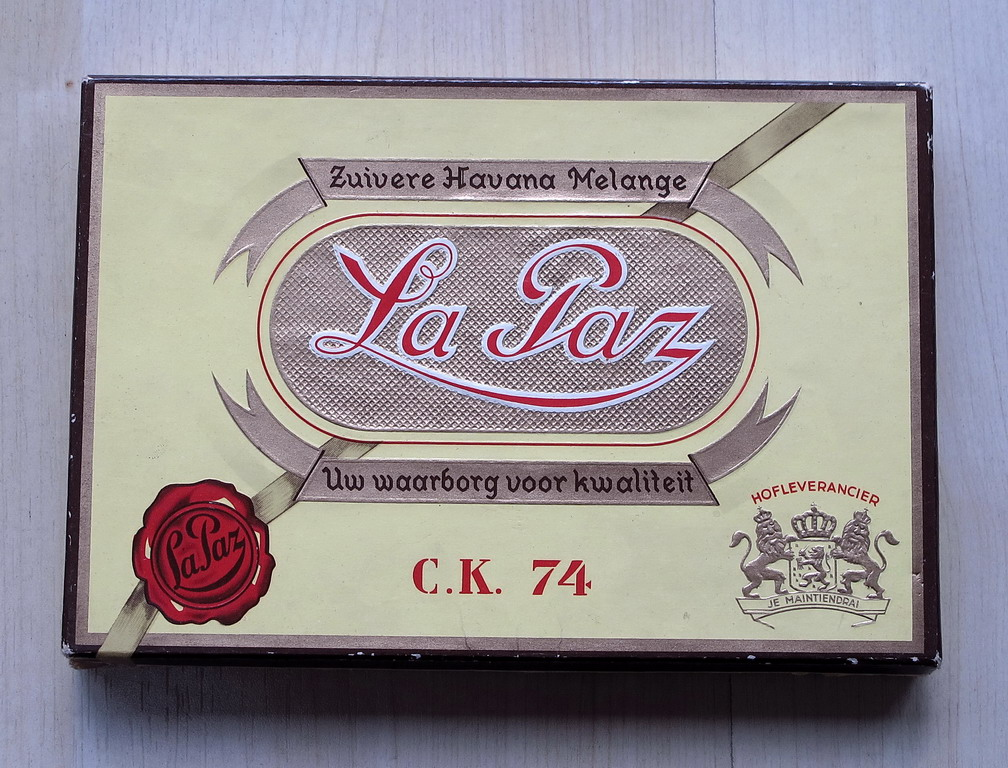
10 sigaren 1929

La Paz is een merk sigaar dat rond 1880 ontstond. In tegenstelling tot wat de naam doet vermoeden is het sigarenmerk La Paz van oorsprong Nederlands.

## Historie
De eerste sigaren van het merk LA PAZ werden geproduceerd in de sigarenfabriek van Theodorus Antonius Josephus Houtman die zijn fabriek vestigde op de Handelskade in 's-Hertogenbosch in 1881. In de fabriek werden 106 sigarenmakers tewerkgesteld. De sigaren van La Paz waren zeer geliefd en werden ook gemaakt voor Koning Willem III. De sigarenfabriek mocht zich dan ook Hofleverancier noemen.
In 1881 werd aan de Handelskade in 's-Hertogenbosch de eerste ongematteerde sigaar van het merk LA PAZ gepresenteerd. In 1892 werd de fabriek overgenomen door Christiaan Theodorus Maria Houtman. 
De La Paz-sigaren die in eerste instantie werden verkocht waren zogenaamde corona's. In 1928 werd het bedrijf overgenomen door H.J.van Susante uit Boxtel.
La Paz introduceerde in 1969 de Wilde Havana, een sigaar met een zogenaamde flos. Een flos wordt bij het vervaardigen afgeknipt met een mesje. Door dit mes van de sigarenmachine weg te halen, blijft een uitstekend bosje tabak zitten. Volgens de sigarenmakers smaakten de niet geknipte sigaren beter.
Eigenlijk was de wilde sigaar een herintroductie en dus geen uitvinding van La Paz. Het sigarenfabriekje Hudson uit Roosendaal had jaren daarvoor het fenomeen "wilde" al ontwikkeld, maar de sigarenrokers kochten het niet.
De introductie van de vreemde, onbekende sigaar in 1969 was wel succesvol.

### Export

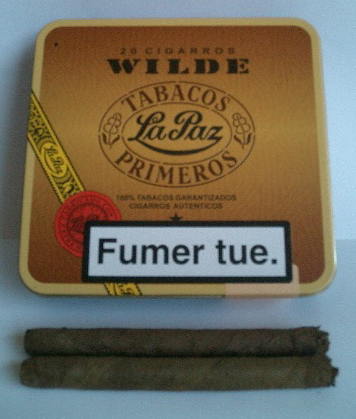
Sigarendoosje met Franse waarschuwing

Vanaf de jaren zeventig exporteerde La Paz de Wilden ook naar andere Europese markten. Met name in Frankrijk wordt de Wilde sigaar nu veel verkocht.
In 2000 werd La Paz Sigarenfabrieken b.v. een onderdeel van Swedish Match, een beursgenoteerde firma met de hoofdzetel in Stockholm. In oktober 2010 is Swedish Match opgegaan in de Scandinavian Tobacco Group.

### Rechtszaak
Sinds 2003 heten de wilde sigaren van La Paz niet langer Wilde Havana’s maar Wilde Cigarros. Twee Cubaanse bedrijven, Cubatabacco en Habanos, spanden een rechtszaak aan tegen Swedish Match. Beide stelden dat het recht op de naam "Havana" voorbehouden hoort te zijn aan sigaren van Cubaanse komaf. De uitspraak van de rechtbank werd niet afgewacht. Swedish Match sprak met de Cubanen af om per 1 januari 2003 de naam Wilde Havana's niet meer te gebruiken.